# Aeroportul Duncan
Aeroportul Duncan (IATA: DUQ) este un aeroport din Columbia Britanică, Canada.
Situat la o altitudine de 91 m, aeroportul dispune de o singură pistă.